# Barbara Kendall
Barbara Anne Kendall (Papakura, 30 augustus 1967) is een windsurfer uit Nieuw-Zeeland.

## Loopbaan
Kendall werd olympisch kampioen op de spelen van Olympische Zomerspelen 1992 bij het windsurfen. Zij behaalde bij de Olympische Zomerspelen 1996 en Olympische Zomerspelen 2000 nog een zilveren en een bronzen medaille. Tijdens de Olympische Zomerspelen 1996 in Atlanta mocht Kendal de vlag dragen tijdens de openingsceremonie voor Nieuw-Zeeland.
Daarnaast nam Kendall deel aan de Olympische Zomerspelen 2004 en Olympische Zomerspelen 2008. Kendall is de enige Nieuw-Zeelandse vrouw die heeft deelgenomen aan vijf Olympische Spelen.
Kendall werd driemaal wereldkampioen op de Mistral-plank: in 1998 in Brest, in 1999 in Nouméa en in 2002 in Pattaya. Daarnaast won op de ze Mistral-plank en de RS:X-zeilplank tussen 1987 en 2008 vier zilveren en twee bronzen medailles.
In 2005 werd zij lid van het IOC en nam ze zitting in de atletencommissie als vervanging van Susie O'Neill ze bleef lid tot en met de Olympische Zomerspelen 2008.
Tijdens de 123e sessie werd ze gekozen voor een tweede termijn, die eindigde tijdens de Olympische Zomerspelen 2016.
Kendall werd door koningin Elizabeth II in 1993 benoemd tot lid in de Orde van het Britse Rijk vanwege haar verdiensten voor het windsurfen.
Haar broer Bruce Kendall won tijdens de Olympische Zomerspelen 1988 een gouden medaille tevens bij het windsurfen.
1992: Barbara Kendall ·
1996: Lee Lai Shan ·
2000: Alessandra Sensini ·
2004: Faustine Merret ·
2008: Yin Jian ·
2012: Marina Alabau ·
2016: Charline Picon ·
2020: Lu Yunxiu ·
2024: Marta Maggetti
- Library of Congress Control Number: no2008112198
- Virtual International Authority File: 49045496
- WorldCat: E39PBJmdx3xKt74qbMYmWdXDbd